# Bettenwechsel
Als Bettenwechsel wird der Übergang eines Hotelzimmer oder einer Ferienwohnung von abreisenden zu anreisenden Hotelgästen bezeichnet, der meist samstags stattfindet.
Hotelzimmer oder Ferienwohnungen werden zu Urlaubszwecken oftmals wochenweise beginnend am Samstag gebucht. Teilweise wird dies von Hoteliers in der Ferienzeit verpflichtend vorgegeben, um Leerstand zu vermeiden. Dabei nutzen viele Urlauber das Wochenende, speziell den Samstag, für die An- und Abreise. Das Wochenendfahrverbot in den Sommermonaten in Kombination mit der Ferienreiseverordnung verstärkt die Wahl des Samstags für die Anreise.
Zu Beginn und am Ende von Schulferien sowie an Wochenenden führt der Bettenwechsel in Urlaubsgebieten und den zu diesen Gebieten führenden Autobahnen oftmals zu Verkehrsstaus. In Deutschland ist dieses Phänomen insbesondere dann zu beobachten, wenn mehrere Bundesländer oder Anrainerstaaten gleichzeitig ihre Schüler in die Schulferien entlassen. In den sechswöchigen Sommerferien steigert sich diese Erscheinung nach drei Wochen zur Mitte der Ferien. Um die Verkehrslage nicht zusätzlich zu verschärfen, verzichten Verkehrsbetriebe während dieser Zeit auf Tagesbaustellen, sofern dies möglich ist.
Der Begriff des Bettenwechsels findet in der Tourismusbranche sowie in der Berichterstattung über das Verkehrswesen seit mindestens Mitte der 1990er Jahre Verwendung.
In der Popkultur wurde der Begriff des Bettenwechsels für Buchtitel aufgegriffen.